# حزب العمال الاشتراكي
حزب العمال الاشتراكي (بالإنجليزية: Socialist Workers Party)‏ هو حزب سياسي بريطاني، أسس في 1950، يقع مقره في لندن، وقد تم تأسيسه بواسطة Tony Cliff ‏.

## أعضاء بارزون
- كود سباركل
- تحديث القائمة

- أندي سركيس
- كريستوفر هيتشنز
- ألسدير ماكنتاير
- سيمور بابيرت
- تيري إيجلتون
- تشاينا ميفيل
- مارك سميث (ممثل)
- صموئيل ويست
- بيتر هيتشنز
- Tony Cliff